# Champagné-le-Sec
Champagné-le-Sec ist eine französische Gemeinde mit 213 Einwohnern (Stand: 1. Januar 2022) im Département Vienne in der Region Nouvelle-Aquitaine (vor 2016 Poitou-Charentes). Die Gemeinde gehört zum Arrondissement Montmorillon und zum Kanton Civray. Die Einwohner werden Champenois genannt.

## Lage
Champagné-le-Sec liegt etwa 60 Kilometer südsüdwestlich von Poitiers. Umgeben wird Champagné-le-Sec von den Nachbargemeinden Chaunay im Norden und Westen, Blanzay im Osten, Saint-Pierre-d’Exideuil im Südosten sowie Linazay im Süden.

## Bevölkerungsentwicklung
| Jahr                      | 1962 | 1968 | 1975 | 1982 | 1990 | 1999 | 2006 | 2013 |
| Einwohner                 | 315  | 284  | 226  | 228  | 208  | 201  | 204  | 221  |
| Quelle: Cassini und INSEE |      |      |      |      |      |      |      |      |

## Sehenswürdigkeiten
Siehe auch: Liste der Monuments historiques in Champagné-le-Sec
- Kirche Saint-Léger aus dem 12. Jahrhundert mit späteren Umbauten, seit 1985 Monument historique

## Persönlichkeiten
- Roger Auvin (* 1908), Altersrekordler